# Мехмет Шімшек
Мехмет Шімшек (тур. Mehmet Şimşek; нар. 1 січня 1967, Ариджа, Батман, Туреччина) — турецький політик і економіст.

## Біографія
Народився 1 січня 1967 року у невеликому селищі, розташованому в ілі Батман. За національністю — курд.
В 1988 отримав в Анкарському університеті ступінь бакалавра наук в галузі економіки. Потім працював там же. Виграв грант на навчання у Ексетерському університеті. Закінчив його у 1993 році з докторським ступенем у галузі фінансів та інвестицій. У 1993—1997 роках працював економістом в американському посольстві в Анкарі. Потім близько року працював на UBS Securities. У 1998—2000 роках працював у стамбульському відділенні «Deutsche-Bender Securities». Крім цього, протягом семи років працював економістом у лондонському відділенні банку Merrill Lynch.
У 2007 році Шімшек був обраний членом Великих національних зборів від Партії справедливості та розвитку. Переобирався у 2011 році, червні та листопаді 2015 року. У 2007—2009 роках обіймав посаду державного міністра. У 2009—2015 роках обіймав посаду міністра фінансів. У 2015 році був призначений на посаду віце-прем'єра.

## Особисте життя
Одружений, троє дітей: дві дівчинки та хлопчик. Крім турецької володіє англійською та курдською мовами.